# Palloptera kukumorensis
Palloptera kukumorensis är en tvåvingeart som beskrevs av Leander Czerny 1934. Palloptera kukumorensis ingår i släktet Palloptera och familjen prickflugor. Inga underarter finns listade i Catalogue of Life.